# Angelita von Anzio

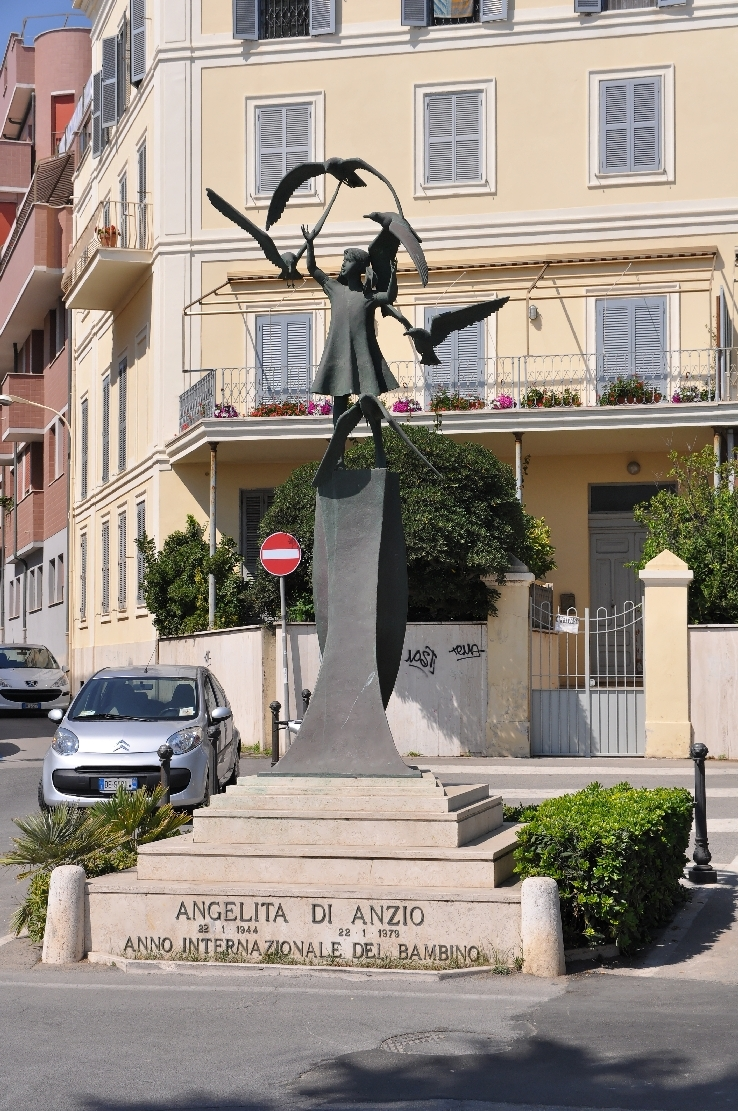
Denkmal für Angelita in Anzio

Angelita (italienisch oft Angelita di Anzio „Angelita von Anzio“; † vermutlich 1944 in der Gegend von Anzio) war ein italienisches Kleinkind aus Anzio, das angeblich während der Schlacht von Anzio im Januar 1944 von Soldaten der Alliierten gerettet und mitgenommen und danach nie mehr gesehen wurde. Es liegen keine gesicherten Informationen vor und die Identität des Mädchens ist ungeklärt. Angelita ist in Italien eine bekannte Symbolfigur für die Grausamkeit und die unschuldigen Opfer des Zweiten Weltkriegs.

## Legende
Am 22. Januar 1944 landeten im Rahmen der „Operation Shingle“ alliierte Truppen in der Umgebung von Anzio und Nettuno, etwa 58 Kilometer südlich von Rom am Tyrrhenischen Meer. Der Kampf um den von der Wehrmacht abgeriegelten Brückenkopf dauerte rund vier Monate.
Über das Schicksal von „Angelita“ liegen keine gesicherten Angaben vor und es kursieren verschiedene Versionen. Eine der verbreitetsten berichtet: Ein britischer Soldat fand das Mädchen kurz nach der Landung verlassen und verängstigt, inmitten fallender Bomben, am Strand von Anzio und nahm es mit sich, um es zu retten. Es soll sich dabei um einen gewissen S. C. Hayes der Royal Scots Fusiliers gehandelt haben. Hayes und seine Kameraden umsorgten das Mädchen ein paar Tage lang, versuchten vergeblich, seine Familie auszumachen, und übergaben es dann dem Roten Kreuz, wo es kurz darauf bei einer Explosion getötet wurde und in den Armen einer Krankenschwester starb. Hayes konnte das Mädchen nicht mehr vergessen und stellte nach dem Krieg weitere fruchtlose Nachforschungen an. Er war sich dabei unsicher, ob er und seine Kameraden den Namen, „Angelita“, richtig verstanden hatten.
Eine Frau aus Anzio behauptete Jahre später, Angelita zu sein, ohne dies aber überzeugend nachweisen zu können.
2017 veröffentlichte Ciro Spina eine neue Version, in der er behauptete, „Angelita“ sei in Tat und Wahrheit seine Großtante Nicla Retrosi gewesen. Er berief sich dabei auf die Erzählungen seiner Urgroßmutter, die besagten: Nicla wurde nach den ersten Angriffen mit ihrer Mutter Leandra (Spinas Urgroßmutter) und ihrer Schwester Paola (Spinas Großmutter) im Flüchtlingslager von Anzio untergebracht. Am 29. Januar 1944 wurden sie und ihre Mutter von Granatsplittern schwer getroffen, und US-amerikanische Soldaten wollten die beiden in ein drei Kilometer entferntes Feldlazarett bei Nettuno bringen. Während die an Arm und Brust verletzte Mutter dort anlangte, kam der Jeep mit Nicla, die Verletzungen am Unterleib aufwies, nie an. Die Mutter suchte nach ihrer Genesung vergeblich nach ihr. „Angel“, wie die Soldaten sie und andere namenlose Kinder liebevoll nannten, starb wohl beim Transport, vielleicht wurde das Auto von einer Bombe getroffen und dabei wurden alle Insassen getötet.

## Rezeption
Die italienische Popband Los Marcellos Ferial veröffentlichte 1964 den Song Angelita di Anzio. Darin wird der Moment besungen, in dem die kleine Angelita mit vier Muscheln in der Hand von den Soldaten am Meer gefunden wird. Wess veröffentlichte 1978 ein Cover davon.
Am 22. Januar 1979, im Internationalen Jahr des Kindes, wurde in Anzio ein Denkmal für Angelita enthüllt. Die Bronzeplastik ist ein Werk von Sergio Cappellini und zeigt ein von vier Möwen umschwirrtes Mädchen. Auf dem Fundament stehen unter dem Namen „Angelita di Anzio“ das Datum der Landung der alliierten Truppen in Anzio und das Datum der Einweihung des Monuments.
In Nosadello, einer Fraktion von Pandino, ist eine Grundschule nach Angelita benannt (Scuola primaria „Angelita di Anzio“). In Turin wurde 1974 eine Kinderschule nach ihr benannt (Scuola dell’Infanzia „Angelita di Anzio”).